# Pachygonidia martini
Pachygonidia martini is een vlinder uit de familie van de pijlstaarten (Sphingidae). De wetenschappelijke naam van de soort werd in 1943 gepubliceerd door Bruno Gehlen.